# San Gil (Séville)
Pour les articles homonymes, voir San Gil (homonymie).
San Gil est un quartier de la ville andalouse de Séville, en Espagne, situé dans le district Casco Antiguo.

## Limites du quartier
Situé à l'extrémité nord du district Casco Antiguo, le quartier est limité au nord-est et au nord par les rues Muñoz León, Parlamento de Andalucía et Resolana qui le séparent du district de Macarena, à l'est et au sud par les rues Lumbreras, Arte de la Seda, Santa Clara, Yuste, Reposo, Calatrava, Vib-Arragel et Resolana qui le séparent du quartier de San Lorenzo et au sud par la rue Relator et le passage Valvanera qui le séparent du quartier de Feria et par le haut de la rue San Luis et par les rues Duque de Montemar, Cetina, Macasta, Sorda, Fray Diego de Cádiz, Morera, Puerta de Córdoba et Madre Dolores Márquez qui le séparent du quartier de San Julián.

## Points d'intérêt
- Murailles de Séville, dont le plus long tronçon longe le nord du quartier de San Gil sur les rues Muñoz León et Parlamento de Andalucía ;
- Porte de la Macarena, l'entrée nord des murailles ;
- Basilique de la Macarena ;
- Église San Gil (Séville) (es).

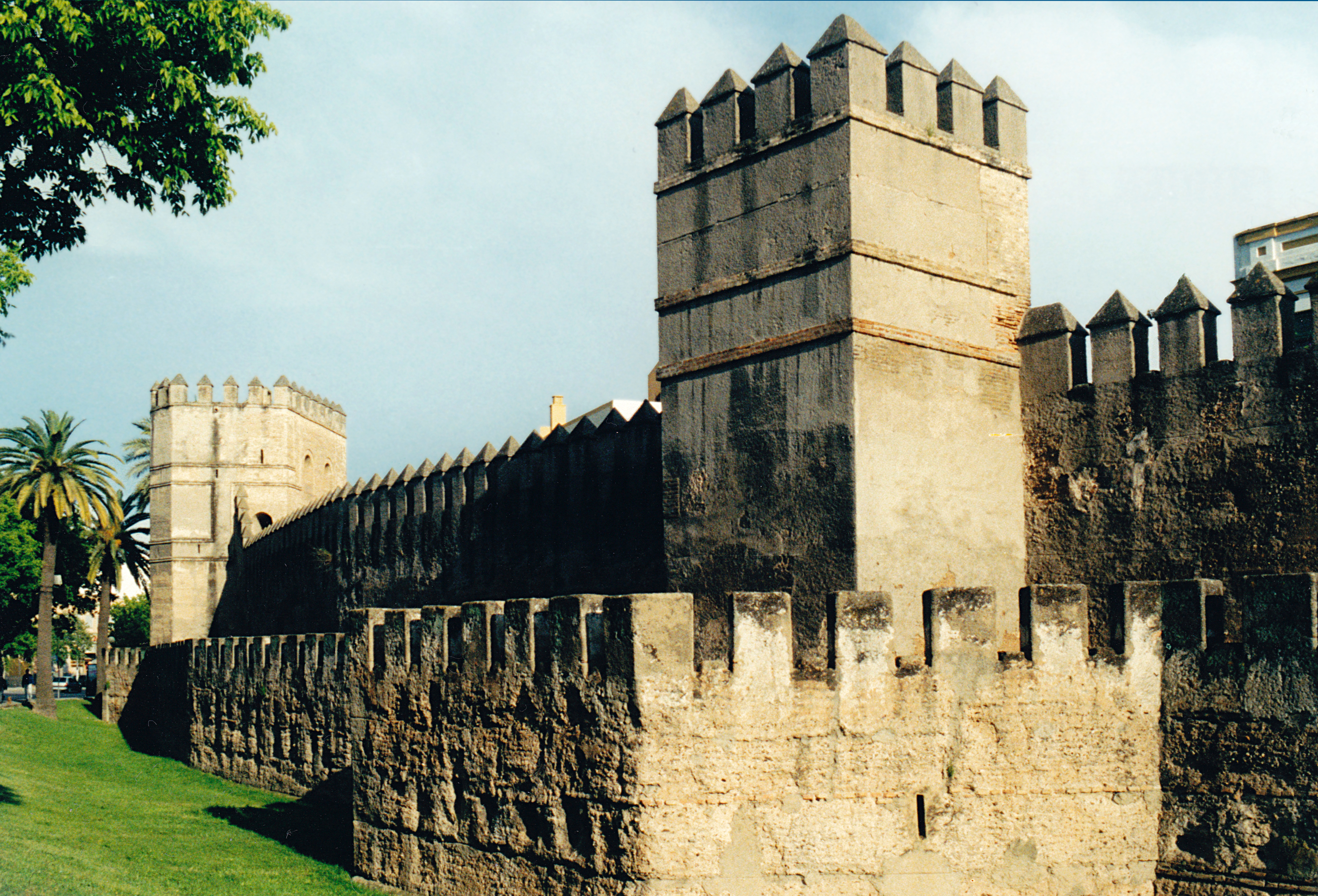
Les murailles almohades du nord du quartier, à l'est de la basilique de la Macarena
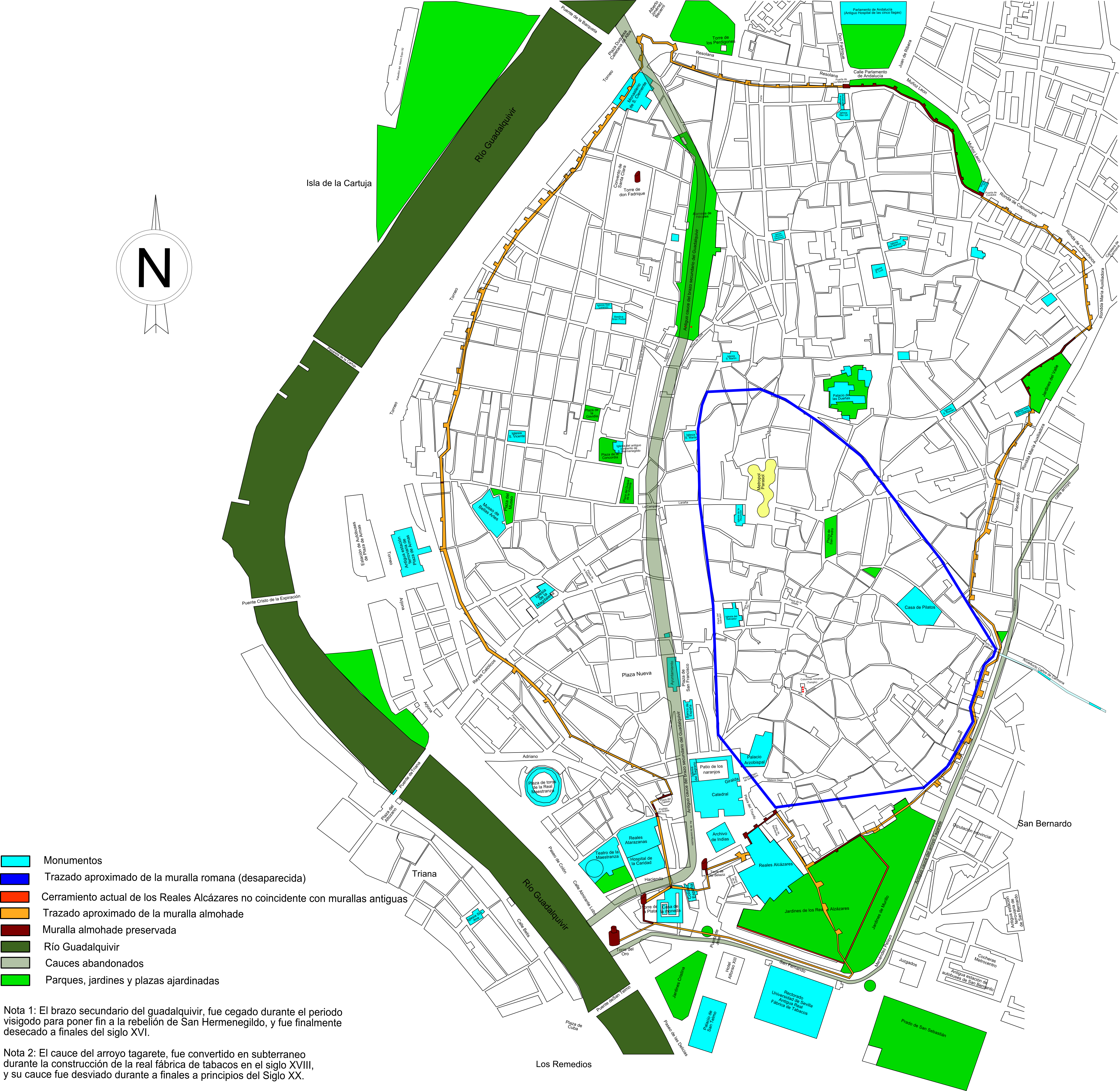
Schéma des murailles almohades entourant le centre historique. On retrouve en brun les murailles existantes encore au XXIe siècle, dont le plus long tronçon longe le nord du quartier de San Gil
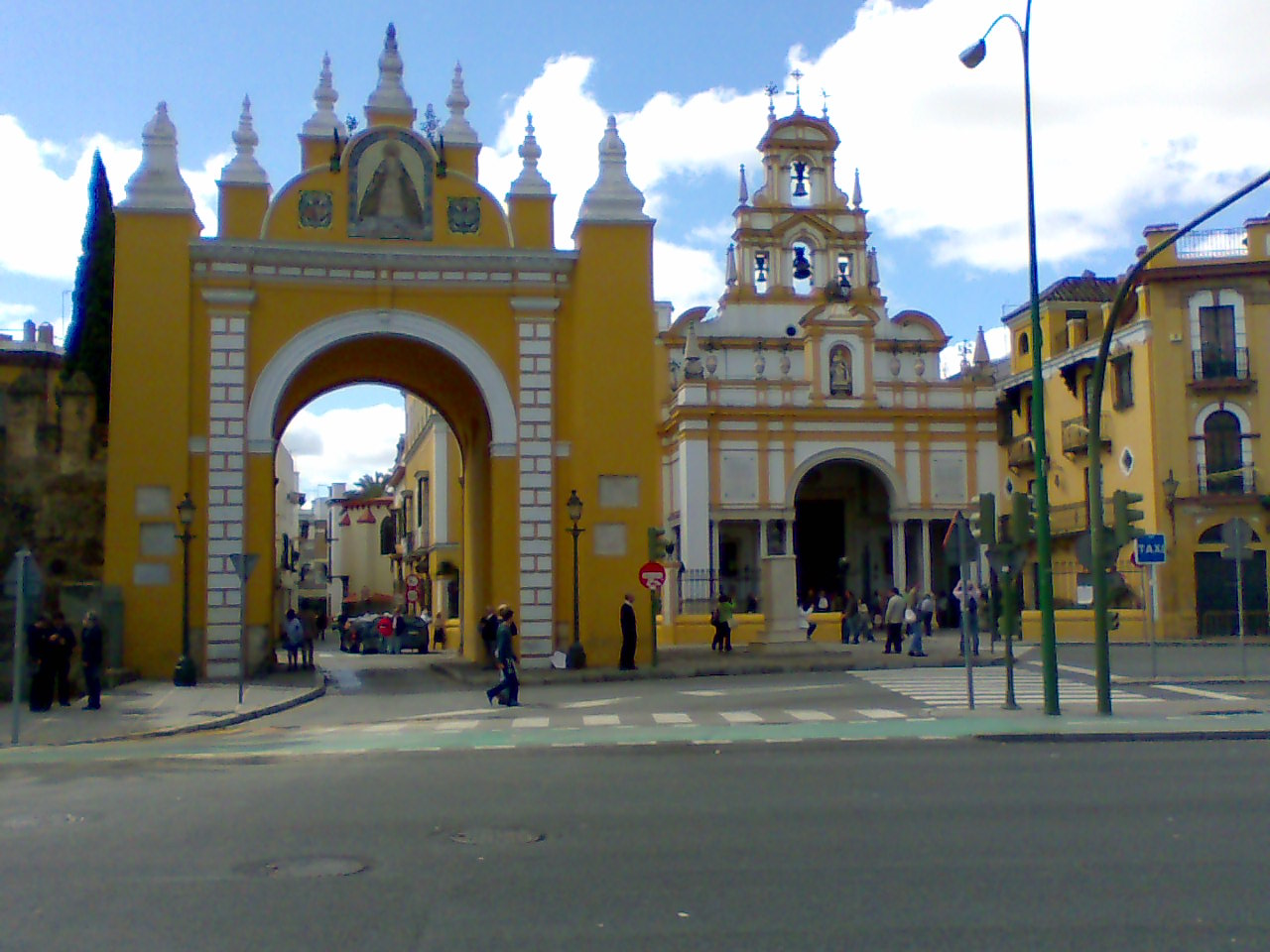
La porte (au premier plan à gauche) et la basilique de la Macarena
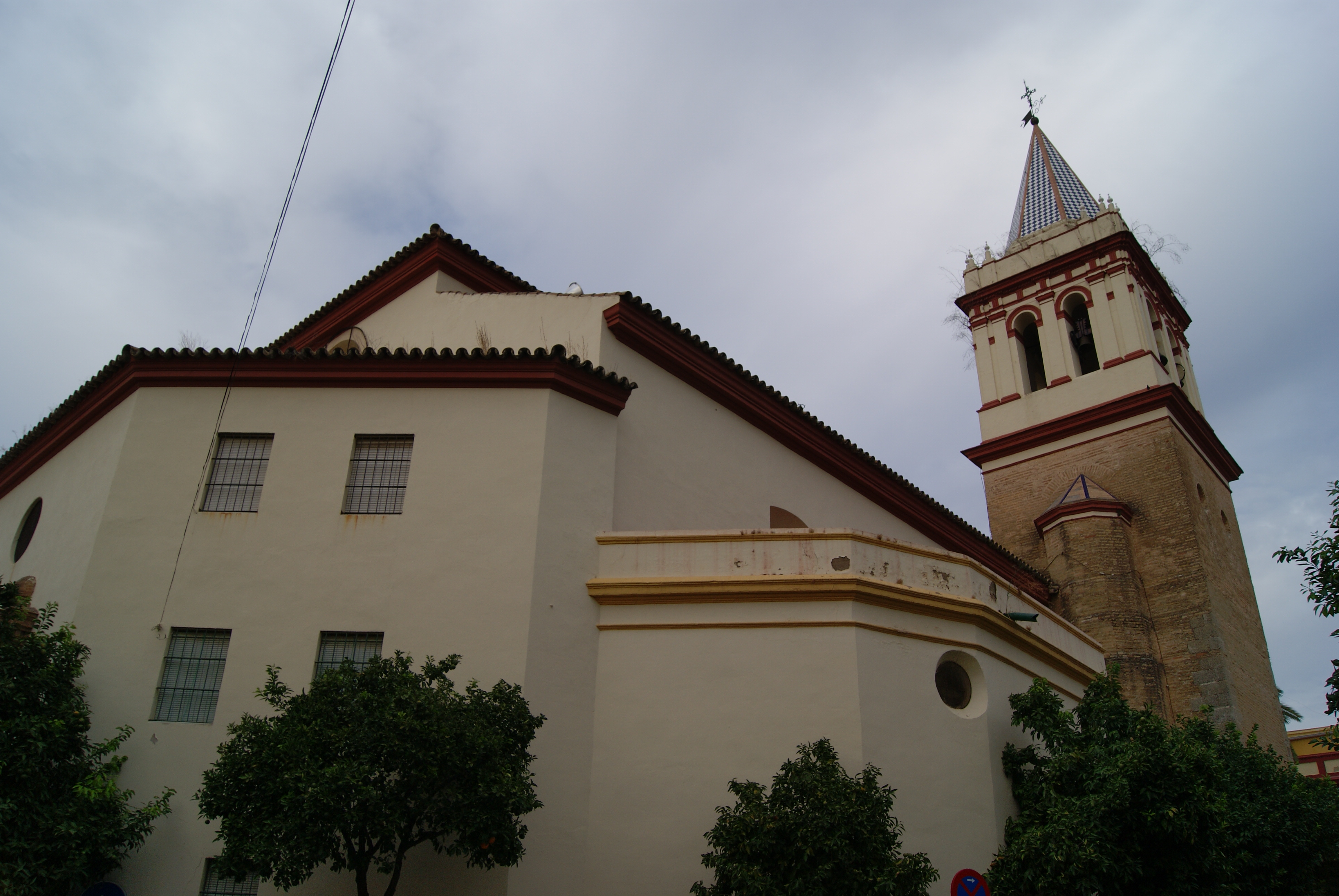
L'église San Gil